# تیم ملی فوتبال اردن
تیم ملی فوتبال اردن (به عربى: منتخب الأُردن لكرة القدم) نماینده فوتبال کشور اردن در مسابقات بین‌المللی است. این تیم مجموعه‌ای است از بهترین بازیکنان رشته فوتبال در اردن و زیر نظر فدراسیون فوتبال این کشور فعالیت می‌کند.اردن با رسیدن به فینال جام ملت های آسیا ۲۰۲۳ و کسب عنوان نایب قهرمانی با شکست برابر قطر میزبان بهترین عملکرد خود را در تاریخ این مسابقات رقم زد.

## نشان واره ها

تا ۲۰۲۴
از ۲۰۲۴ به بعد